# Dušan Rajović
Dušan Rajović (* 19. listopadu 1997) je srbský profesionální silniční cyklista jezdící za UCI WorldTeam Team Bahrain Victorious.

## Hlavní výsledky
2014
Národní šampionát
 vítěz silničního závodu juniorů
 vítěz časovky juniorů
Memorial Dimitar Yankov
 celkový vítěz
 vítěz vrchařské soutěže
vítěz etap 1 a 2
Belgrade Trophy Milan Panić
 celkový vítěz
vítěz etap 1 a 2
2015
Národní šampionát
 vítěz silničního závodu juniorů
 vítěz časovky juniorů
Grand Prix Rüebliland
vítěz 4. etapy
2016
Národní šampionát
 vítěz časovky
5. místo Bělehrad–Banja Luka II
7. místo Bělehrad–Banja Luka I
2017
Národní šampionát
 vítěz časovky
Kolem jezera Čching-chaj
vítěz 2. etapy
vítěz Croatia–Slovenia
3. místo Bělehrad–Banja Luka I
3. místo Bělehrad–Banja Luka II
2018
Národní šampionát
 vítěz silničního závodu
Kolem jezera Čching-chaj
 vítěz bodovací soutěže
vítěz 10. etapy
vítěz GP Izola
vítěz Croatia–Slovenia
3. místo Trofej Poreč
3. místo Trofej Umag
10. místo GP Laguna Poreč
2019
Národní šampionát
 vítěz silničního závodu
CRO Race
vítěz 4. etapy
vítěz International Rhodes Grand Prix
International Tour of Rhodes
vítěz 1. etapy
Tour of Bihor
vítěz etapy 2a (ITT)
2020
Kolem Srbska
4. místo celkově
vítěz 3. etapy
2021
Národní šampionát
 vítěz silničního závodu
2022
Národní šampionát
 vítěz silničního závodu
 vítěz časovky
vítěz Trofej Poreč
Vuelta a Venezuela
vítěz etap 2 a 7
Vuelta al Táchira
vítěz 2. etapy
Tour of Antalya
vítěz 2. etapy
3. místo Trofej Umag
9. místo Grand Prix Justiniano Hotels
2023
Národní šampionát
 vítěz silničního závodu